# リッチモンド・キッカーズ
リッチモンド・キッカーズ（英語: Richmond Kickers）は、アメリカ合衆国・バージニア州リッチモンドに本拠地を置くサッカークラブである。

## 歴史
クラブ設立は1993年であり、チャールストン・バッテリーと並んで現在活動中のプロサッカークラブとしては国内最古である。
2017年と2018年は実質2部のUSLチャンピオンシップを戦い、2019年からはこの年に新設されたUSLリーグ1（実質3部）に所属している。
本拠地は市内のシティ・スタジアムで、1995年から使用されている。クラブの会長は地元リッチモンド出身で選手としてキッカーズに在籍した経験を持つロバート・ウクロプ。

## タイトル

### 国内タイトル
- Aリーグ

レギュラーシーズン (1): 2001
- USLセカンド・ディヴィジョン

レギュラーシーズン (3): 2006, 2007, 2013
プレーオフ (2): 2006, 2009
- USLプレミアデベロップメントリーグ

プレーオフ (1): 1995
- USオープンカップ

(1): 1995

### 国際タイトル
なし

## 歴代所属選手
- ドウェイン・デ・ロサリオ 1999-2000
- 廣山望 2011-2012
- スティーブ・バーンバウム 2014
- ジョー・ウィリス 2014
- クリス・ダーキン 2015, 2016-2017
- 井村雄大 2015-2018
- ブルーノ・ミランダ 2018